# Colin Hendry
Edward Colin Hendry (født 7. december 1965 i Keith, Skotland) er en tidligere skotsk fodboldspiller, der spillede som forsvarsspiller. Han var på klubplan primært tilknyttet engelske Blackburn Rovers, men spillede også for Manchester City og Bolton Wanderers, samt for Rangers F.C. i hjemlandet. Med Blackburn blev han i 1995 engelsk mester, mens han i 1999 hjalp Rangers til det skotske mesteskab.
Hendry blev desuden noteret for 51 kampe og tre scoringer for Skotlands landshold. Han deltog ved EM i 1996 og VM i 1998.
Efter sit karrierestop blev Hendry træner, og har siden da stået i spidsen for engelske Blackpool og skotske Clyde.

## Titler
Engelsk Premier League
- 1995 med Blackburn Rovers

Skotsk Premier League
- 1999 med Rangers F.C.

Skotsk FA Cup
- 1999 med Rangers F.C.

Skotsk Liga Cup
- 1999 med Rangers F.C.